# Acartia (Acanthacartia)
Acartia (Acanthacartia) is een ondergeslacht van eenoogkreeftjes uit het geslacht Acartia, uit de familie van de Acartiidae. De wetenschappelijke naam van het ondergeslacht werd voor het eerst geldig gepubliceerd in 1915 door Steuer.

## Soorten
- Acartia bacorehuisensis Zamora-Sanchez & Gomez-Aguirre, 1985
- Acartia bifilosa (Giesbrecht, 1881)
- Acartia bilobata Abraham, 1970
- Acartia cagayanensis 2020[2]
- Acartia californiensis Trinast, 1976
- Acartia chilkaensis Sewell, 1919
- Acartia dweepi Haridas & Madhupratap, 1978
- Acartia fossae Gurney, 1927
- Acartia giesbrechti Dahl, 1894
- Acartia italica Steuer, 1910
- Acartia levequei Grice, 1964
- Acartia pietschmani Pesta, 1912
- Acartia plumosa Thomas Scott, 1894
- Acartia sinjiensis Mori, 1940
- Acartia spinata Esterly, 1911
- Acartia steueri Smirnov, 1936
- Acartia tonsa Dana, 1849 = Langsprietroeipootkreeft
- Acartia tropica Ueda & Hiromi, 1987
- Acartia tsuensis Ito, 1956
- Acartia tumida Willey, 1920